# 菲耶羅角
62°29′58.4″S 59°43′57″W / 62.499556°S 59.73250°W

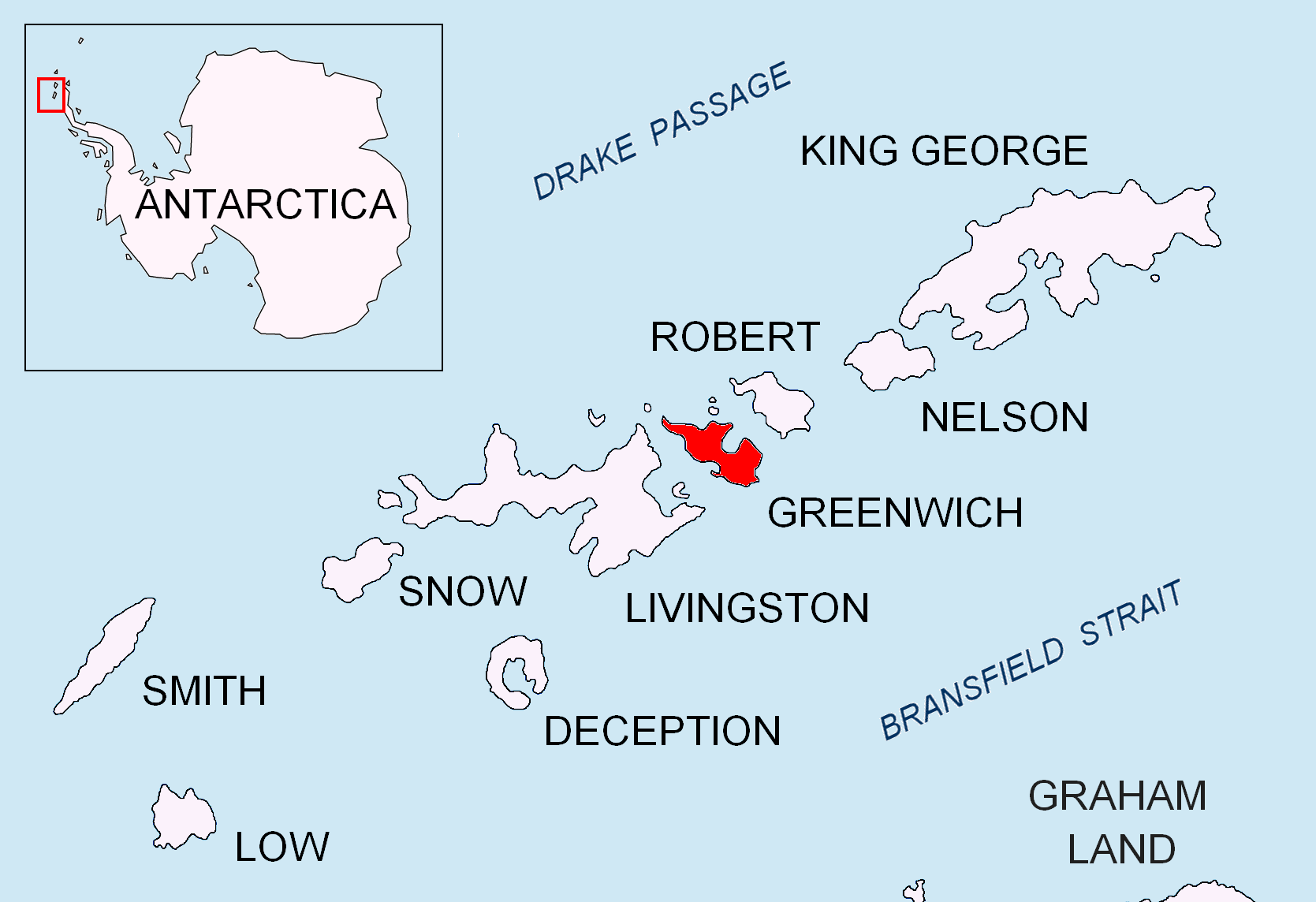

菲耶羅角（Fierro Point），是南極洲的海岬，位於南設得蘭群島的格林尼治島，處於拉貝角東南面0.48公里和科雷亞角西北面0.7公里，現時由南極條約體系管理。